# 영국 통계청

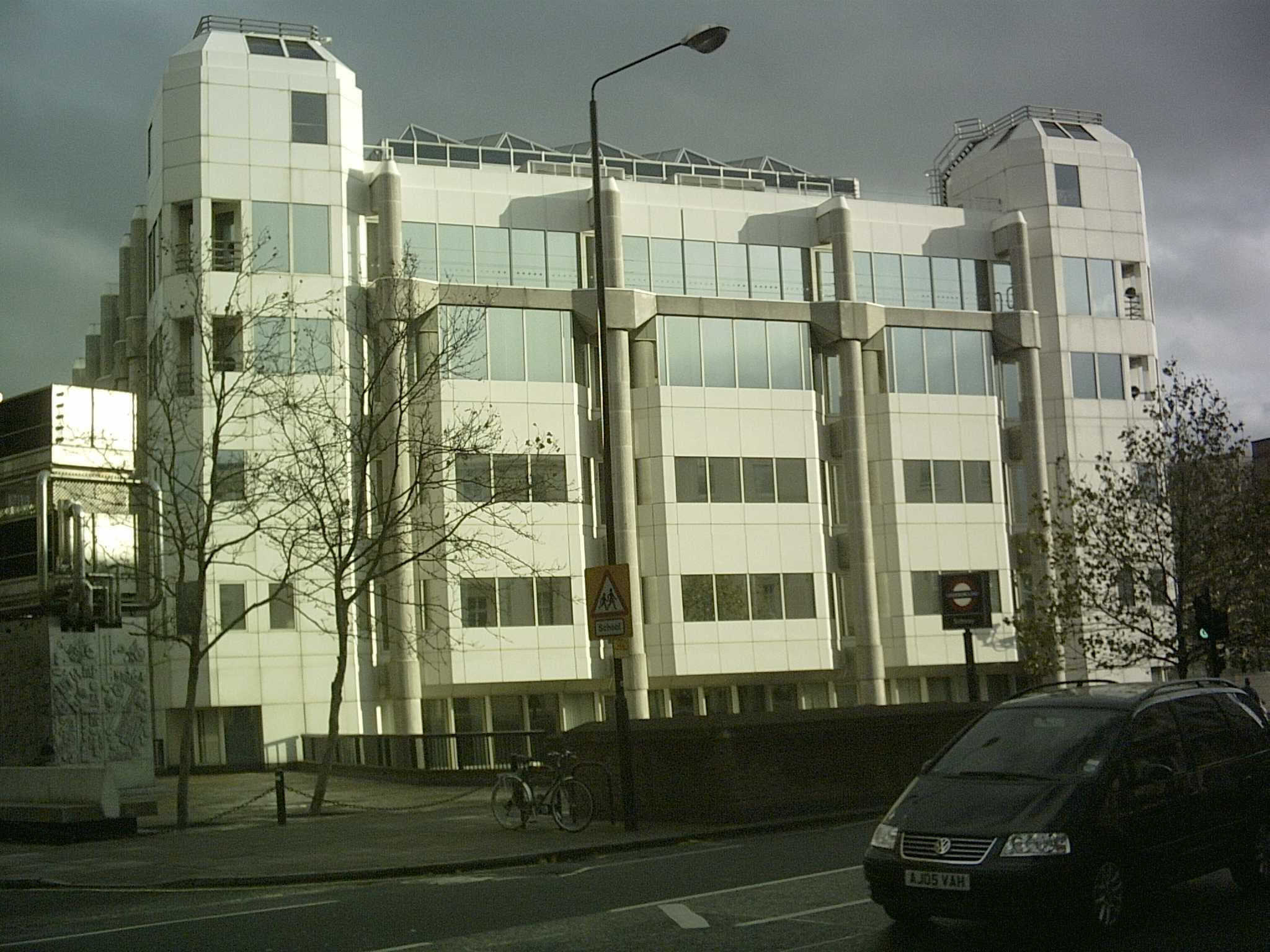

영국 통계청(영어: Office for National Statistics, ONS)은 비 내각 구성형 정부 기관인 영국 통계위원회의 감독하에 있으며 영국 의회 직속인 독립적인 통계 기관이다.

## 같이 보기
- 국가 통계 기관 목록